# Hesperornis
Hesperornis (gr. Ave del oeste) es un género de aves marinas que vivieron en el Cretácico superior, entre el Santoniense y el Campaniense, hace unos 89-78 millones de años. Fue descubierto en la Guerra de los huesos en el siglo XIX por Othniel Charles Marsh. Vivió en Norteamérica, desde Kansas hasta Canadá, en un mar interior que cubría parte de Norteamérica, y también en las aguas del estrecho de Turgai, cerca de Siberia.

## Descripción

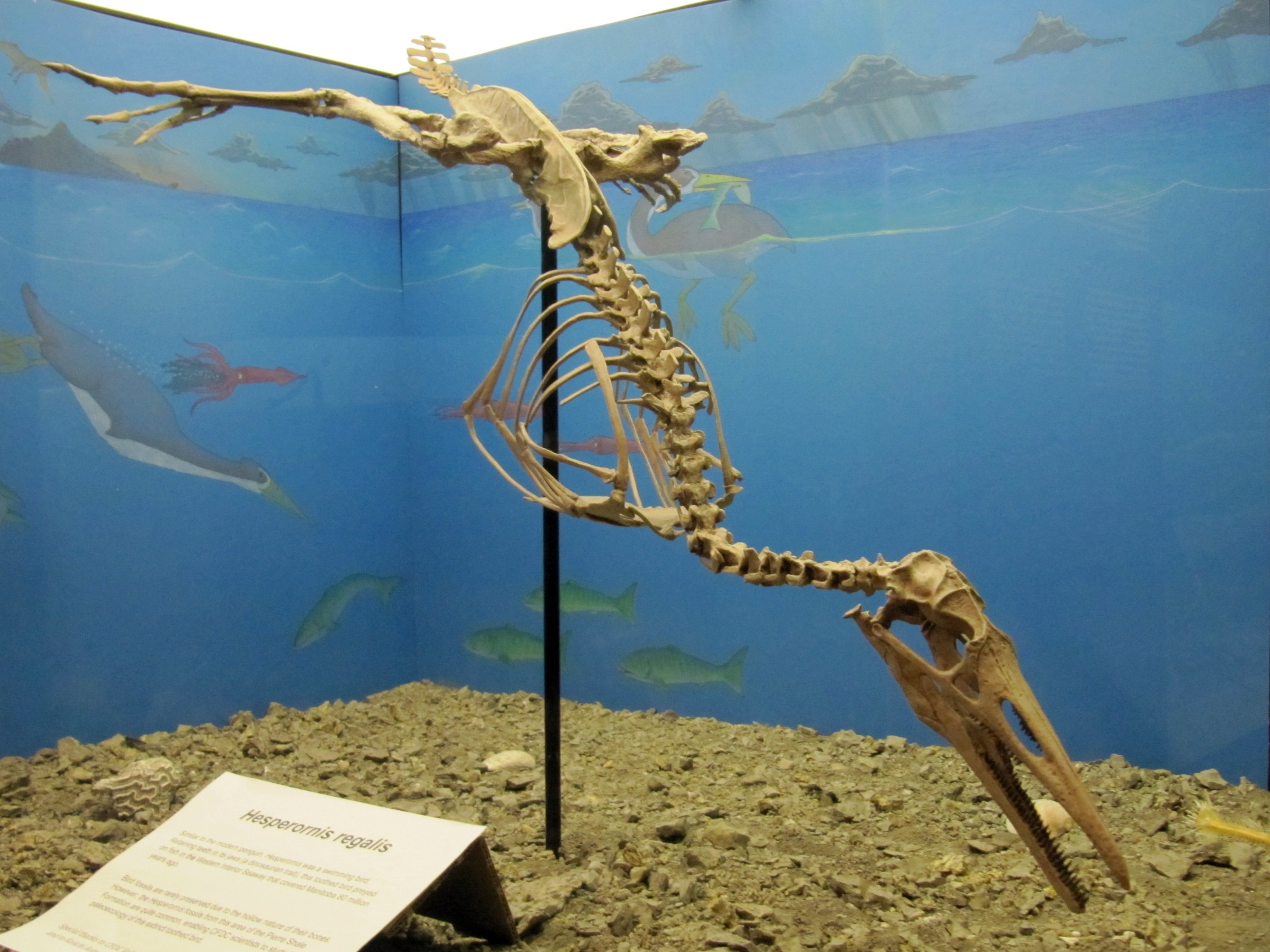
Esqueleto de un Hesperornis.

Eran aves de gran tamaño, de hasta 1,8 metros de longitud. Se caracterizaban por la práctica ausencia de alas (los miembros anteriores estaban muy reducidos) y unas patas con pies lobulados (semejantes a los de los somormujos). Hesperornis era por tanto un ave no voladora y principalmente acuática. Su método de locomoción era similar al de los colimbos, como el colimbo grande (Gavia immer), debido a la forma de sus patas posteriores y su cadera
. Los pies del ave se situarían a los lados del cuerpo, lo que permitiría una adecuada propulsión en el agua, pero también impediría su movimiento en tierra: los pies del Hesperornis no podían situarse bajo su cuerpo, y por lo tanto no podía caminar, teniendo que moverse arrastrando el cuerpo tal y como hacen las focas.
Al igual que muchas otras aves mesozoicas como Ichthyornis, Hesperornis tenía dientes que utilizaba para sostener a sus presas (probablemente peces). En el linaje hesperornitiforme se dio un arreglo distinto al de cualquier otra ave (o dinosaurio terópodo no aviano) conocida, con los dientes situados en una mandíbula longitudinal en vez de en espacios individuales, en un caso notable de evolución convergente con mosasaurios. Los dientes se distribuían por la mandíbula inferior y la parte trasera de la superior, mientras que en las zonas con ausencia de dientes (parte de la mandíbula superior y la punta de la inferior) estarían cubiertas por un pico queratinoso, tal y como demuestran diversos estudios de la superficie ósea en dichas zonas.

## Historia

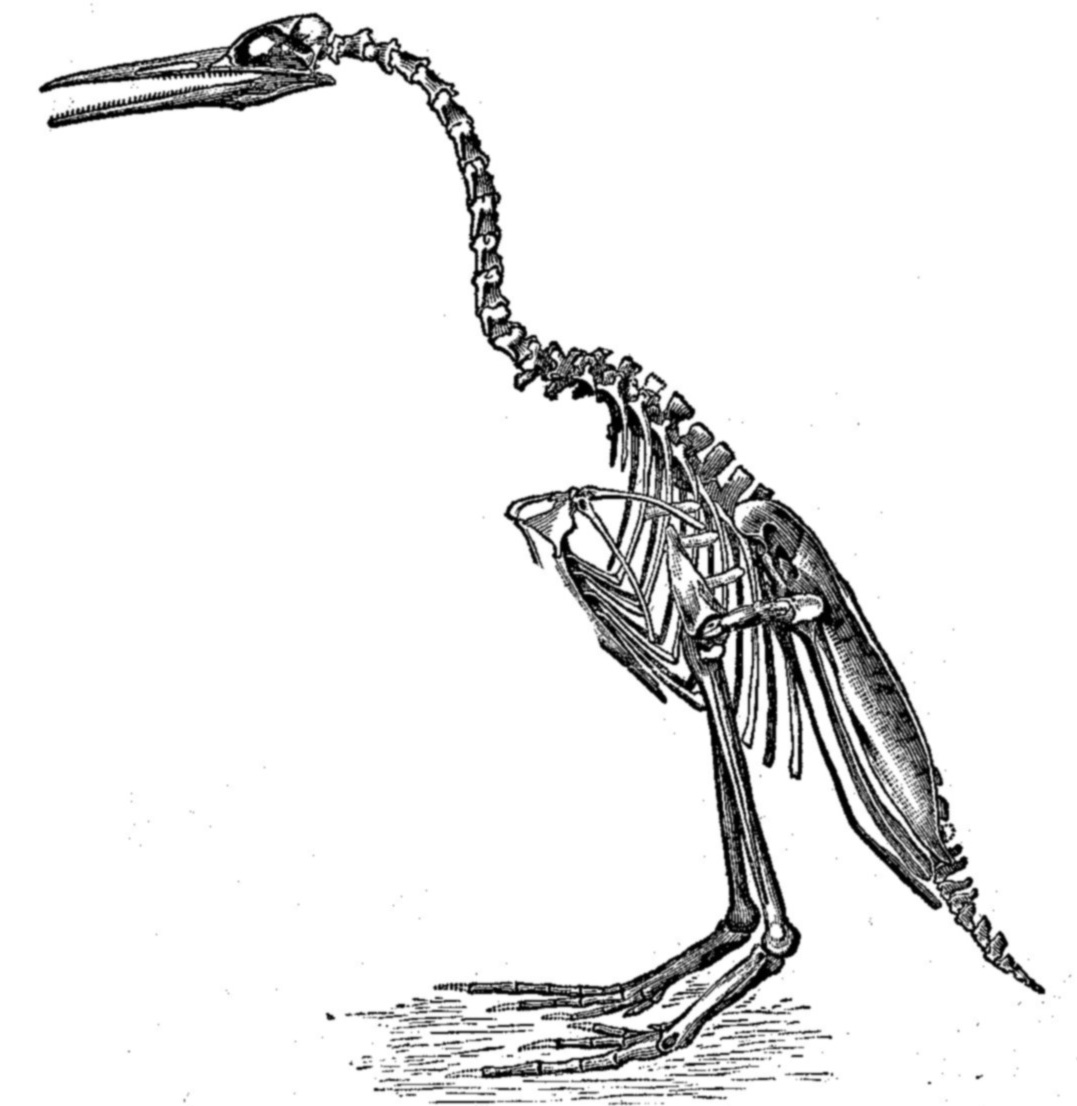
Reconstrucción obsoleta de Marsh de 1880 de H. regalis.

El primer espécimen de Hesperornis fue descubierto en 1871 por Othniel Charles Marsh. Marsh estaba realizando su segunda expedición al Oeste, acompañado por diez estudiantes. El equipo se dirigió a Kansas, donde Marsh ya había excavado anteriormente. Aparte de encontrar más huesos pertenecientes al reptil volador Pteranodon, Marsh descubrió el esqueleto de una «gran ave fósil, de al menos cinco pies de altura». El espécimen era grande, carecía de alas y tenía fuertes patas, por lo que Marsh consideró que se trataba de una especie buceadora. Desgraciadamente, le faltaba la cabeza. Marsh nombró al hallazgo Hesperornis regalis, es decir "ave occidental real".
Marsh volvió con un grupo menor al año siguiente. En el oeste de Kansas, uno de los cuatro estudiantes de Marsh, Thomas H. Russell, descubrió un «esqueleto casi perfecto» de Hesperornis. Este espécimen  tenía material lo suficientemente intacto como para que Marsh viera que las mandíbulas de la criatura poseían dientes. Marsh vio las importantes implicaciones evolutivas de su hallazgo, junto con el descubrimiento de Benjamin Mudge de otra ave dentada, Ichthyornis. En un artículo de 1873 Marsh declaró que «el afortunado hallazgo de estos interesantes fósiles ha hecho mucho por echar abajo la antigua distinción entre Aves y Reptiles». Mientras tanto la relación de Marsh con su rival Edward Drinker Cope se agrió después de que Cope accidentalmente recibiese cajas de fósiles, incluyendo restos de aves dentadas, que se supone eran para Marsh. Cope calificó a las aves de «simplemente exquisitas», pero Marsh acusó a Cope de haber robado los huesos. Para 1873 su amistad terminó en una hostilidad abierta, lo que ayudó a iniciar la llamada Guerra de los huesos. Aunque Marsh raramente volvió a hacer salidas de campo tras 1873, sus recolectores pagados continuaron enviándole varios fósiles. Acabaría recibiendo partes de 50 especímenes de Hesperornis, lo que le permitió hacer una demostración mucho más fuerte del vínculo evolutivo entre aves y reptiles de lo que antes había sido posible.

## Clasificación y especies

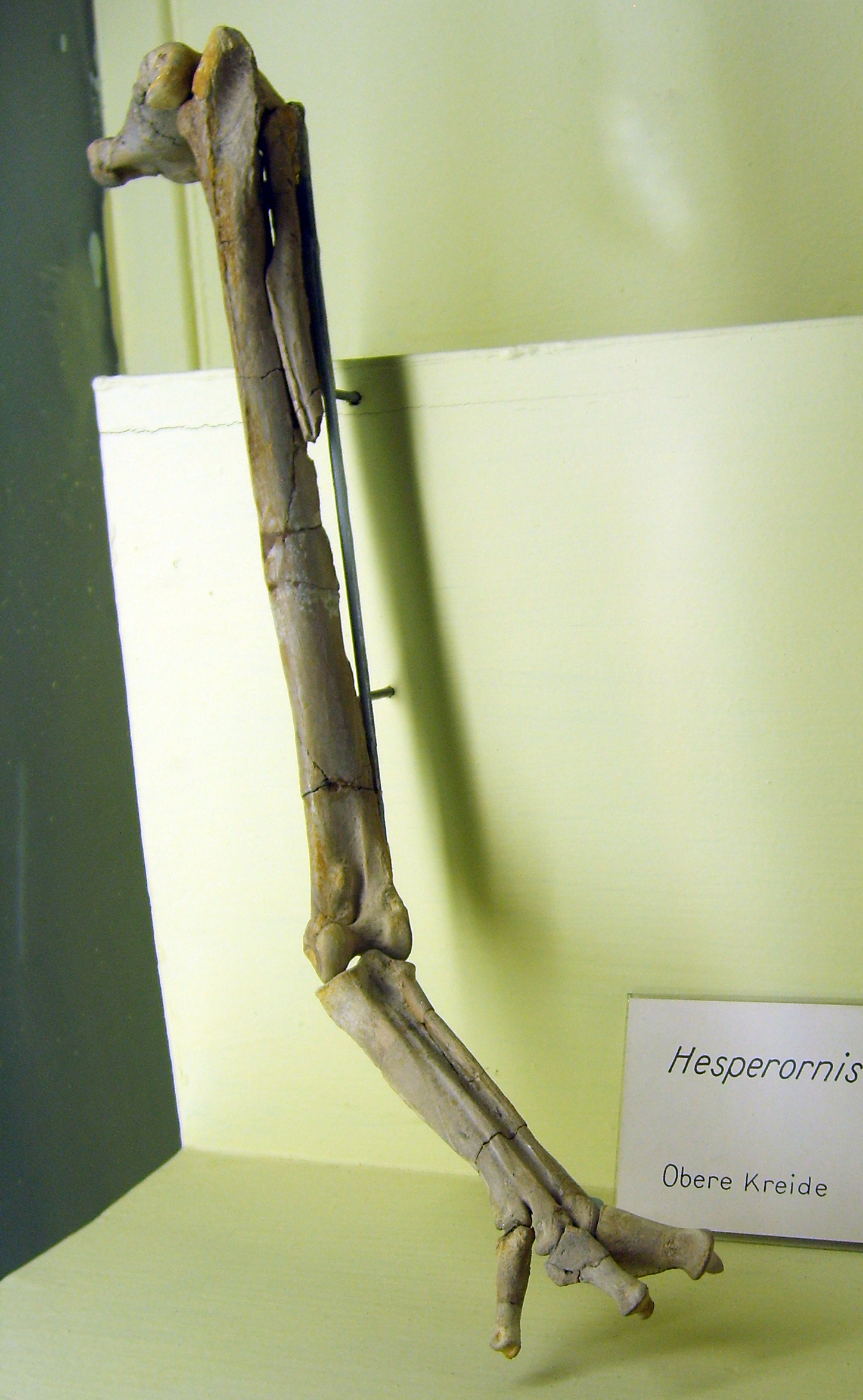
Pata izquierda de H. gracilis

Se han descrito a muchas especies en este género, aunque algunas se conocen solo a partir de pocos huesos o un solo hueso y no se pueden asignar con seguridad con los más abundantes (pero también incompletos) restos de otros taxones de tamaño similar. En muchos casos, las especies han sido separadas por su proveniencia, habiéndose encontrado en estratos de distintas edades o localización geográfica, o por diferencias en el tamaño.
La primera especie en ser descrita, es la especie tipo Hesperornis regalis. H. regalis es también la especie mejor conocida, y se han recuperado docenas de especímenes (desde fragmentos a esqueletos más completos), todos del Miembro Smoky Hill Chalk de la Formación Niobrara (que data de principios del Campaniense, hace entre 83.5-80.5 millones de años). Es la única especie de Hesperornis de la cual se conoce un cráneo completo.
Hesperornis crassipes fue nombrado en 1876 por Marsh, quien la clasificó en un género distinto, como Lestornis crassipes. H. crassipes era mayor que H. regalis, tenía cinco costillas a diferencia de las cuatro de la primera especie, y difería en aspectos de la textura del hueso en el esternón y la parte inferior de la pata. H. crassipes es conocido de estratos del mismo tiempo y lugar que H. regalis. Se conoce un esqueleto incompleto, incluyendo dientes y partes del cráneo.
Marsh nombró explícitamente a su segunda especies de Hesperornis en 1876 de un metatarso incompleto recuperado de las mismas capas de la caliza de Niobrara que H. regalis. Él llamó a esta especie H. gracilis, y se vio luego involucrada en la muy confusa taxonomía de un espécimen que eventualmente sería la base del nuevo género y especie Parahesperornis alexi. Se asumió que el espécimen tipo de P. alexi pertenecía al mismo espécimen que el de H. gracilis, de modo que cuando Lucas (1903) decidió que el primer espécimen representaba un género distinto, él erróneamente usó el otro espécimen para anclarlo a este, creando el nombre Hargeria gracilis. Este error fue rectificado por autores posteriores, quienes incluyeron a Hargeria de nuevo en Hesperornis y renombraron al espécimen más diferenciado Parahesperornis.

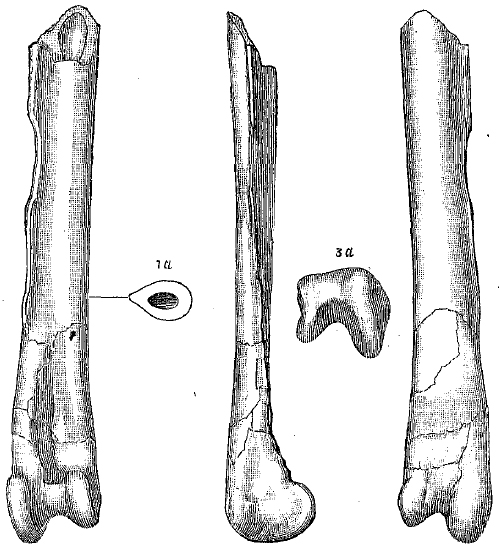
Espécimen tipo (una tibia parcial derecha) de H. altus en varias vistas.

La primera especie reconocida por fuera de la caliza de Niobrara, Hesperornis altus, vivió hace 78 millones de años en Montana, y se conoce a partir de una pata inferior parcial de la base de la Formación Judith River de agua dulce (o, posiblemente, de la parte superior de la formación marina Claggett Shale). Aunque Marsh lo situó originalmente en el nuevo género Coniornis, esto se debió a su creencia de que Hesperornis solo existió en Kansas, por tanto cualquier especie de Montana debería ser situada en un género diferente. Muchos investigadores posteriores no estuvieron de acuerdo, y situaron a Coniornis altus en el mismo género que Hesperornis como H. altus. Una segunda especie de Montana también fue descrita de Claggett Shale. H. montana fue nombrada por Shufeldt en 1915, y aunque el material conocido (una única vértebra dorsal) no puede ser comparado directamente con H. altus, Shufeldt y otros lo han considerado distinto debido a su aparente menor tamaño.
En 1993, los primeros restos de Hesperornis conocidos por fuera de Norteamérica fueron reconocidos como una nueva especie por Nessov y Yarkov. Ellos nombraron a Hesperornis rossicus de un esqueleto fragmentario del Campaniano temprano de Rusia cerca de Volgogrado. Varios otros especímenes de depósitos contemporáneos han sido desde entonces referidos a esta especie. Con cerca de 1.4 metros de largo, H. rossicus fue la mayor especie de Hesperornis y estuvo entre los mayores hesperornites, siendo levemente menor que el género canadiense Canadaga. Aparte de su gran tamaño y localización geográfica, H. rossicus difiere de las otras especies de Hesperornis en varios rasgos de la parte inferior de la pata y el pie, incluyendo un metatarso sumamente aplanado.
En 2002, Martin y Lim reconocieron formalmente a varias nuevas especies de restos que habían sido anteriormente dejados sin estudio o que habían sido referidos sin consideración a otros hesperornites norteamericanos ya nombrados. Estas especies incluyen a los pequeños H. mengeli y H. macdonaldi, el levemente mayor H. bairdi, y al enorme H. chowi, todos del miembro Sharon Springs de la Formación Pierre Shale en Dakota del Sur y Alberta, de hace 80.5 millones de años.
Adicionalmente, hay algunos restos sin asignación, tales como SGU 3442 Ve02 y LO 9067t y huesos de especies indeterminadas de la Reserva Tzimlyanskoe cerca de Rostov. Los primeros dos huesos probablemente son de H. rossicus; en cambio algunos restos asignados a esta especie parecen pertenecer a un taxón sin determinar. La forma pequeña, inicialmente llamada H. gracilis, fue más tarde movida al género monotípico Hargeria, y más tarde situada en Parahesperornis.
De las muchas especies descritas en el género - como la famosa H. regalis o la enorme H. rossicus -, no todas serían válidas. Algunas como H. macdonaldi, son conocidas por muy pocos o un único hueso y no pueden ser comparadas apropiadamente con los más abundantes (pero también incompletos) restos de otros taxones de tamaño similar y contemporáneos. Coniornis altus (el cual incluye H. montana) pudiera ser incluido también dentro de este género. Adicionalmente, también existen restos no asignados, como los de la SGU 3442 Ve02 y la LO 9067t y huesos de especies no determinadas del Yacimiento Tzimlyanskoe cerca de Rostov.

## Paleobiología
Hesperornis era un ave principalmente marina, que vivía en mares epicontinentales, como el Mar interior occidental, el Estrecho de Turgai o el Mar del Norte (en su forma Mesozoica) . El clima de estas aguas variaba entre tropical y subtropical, siendo más cálido que el actual de las zonas correspondientes. Sin embargo, algunos especímenes se han encontrado en depósitos de aguas dulces, como la Formación Judith River, de donde procede la especie H. altus, o la Formación Foremost, donde se encontraron individuos juveniles. Esto parece indicar que por lo menos algunas especies de Hesperornis podrían haber migrado a aguas dulces para criar u otras razones.
La dieta de Hesperornis se componía principalmente de peces y otras criaturas acuáticas. A su vez, habría sido presa de diversos depredadores de los mares cretácicos, como peces mayores o reptiles marinos carnívoros. Los ejemplares jóvenes de estas aves crecían rápidamente y a un ritmo continuo, como las aves modernas.

## En la cultura popular

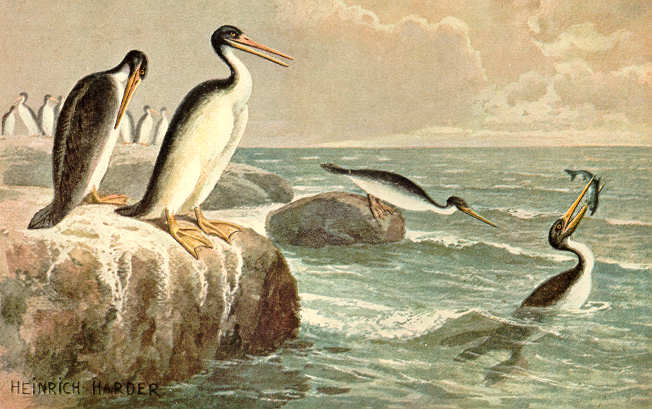
Ilustración de Heinrich Harder a principios del.

Hesperornis fue una de las primeras aves prehistóricas identificadas, y desde su descubrimiento ha sido representada en diversas obras de arte, y más recientemente en películas, series y documentales. Apareció en la serie de ficción televisiva Primeval y en la serie documental de la BBC Sea Monsters, donde es devorado por varios grandes depredadores. Por último, también aparece en la película de la National Geographic Society Sea Monsters: A Prehistoric Adventure. En muchas de sus representaciones, Hesperornis es retratado de manera ligeramente errónea, mostrando un pico que abarca toda la mandíbula o adoptando una posición erecta. Esta representación es evidente en las primeras pinturas del ave, donde se muestra como analogía de un pingüino mesozoico, aunque también en trabajos más recientes.